# Encephalartos
Encephalartos (Jacq.) Lehm., 1834 è un genere di cicadi appartenenti alla famiglia delle Zamiaceae, con areale africano.
Il nome deriva dal greco κεφαλος=testa e άρτος=pane, e fa riferimento alla farina ottenuta a partire dal tronco di alcune specie del genere.

## Descrizione
Il tronco può essere di dimensioni estremamente variabili: in alcune specie arbustive è sotterraneo e di diametro intorno ai 15 cm, in altre arborescenti può raggiungere i 15 m di altezza. È non ramificato o poco ramificato.
Le foglie sono pennate, di lunghezza variabile da 60 cm a 6 metri, di colore blu-grigio, verde brillante o verde scuro. Sono composte da numerose paia di foglioline che si dipartono ad angolo retto da un rachide centrale; in alcune specie sono dotate di estremità spinose.
Gli Encephalartos sono piante dioiche, esistono cioè esemplari maschili ed esemplari femmininili.

I coni femminili possono essere solitari o presentarsi in grappoli; di forma ovoidale, raggiungono in talune specie dimensioni sino a 80 cm di lunghezza. Possono essere sessili o peduncolati; il colore può coprire uno spettro che va dal blu-grigio al rosso porpora, passando per il verde chiaro, verde scuro, marrone, giallo, arancio e rosso brillante. Analoga variabilità di colore presentano i coni maschili che generalmente sono più numerosi e di forma cilindrico-fusiforme.

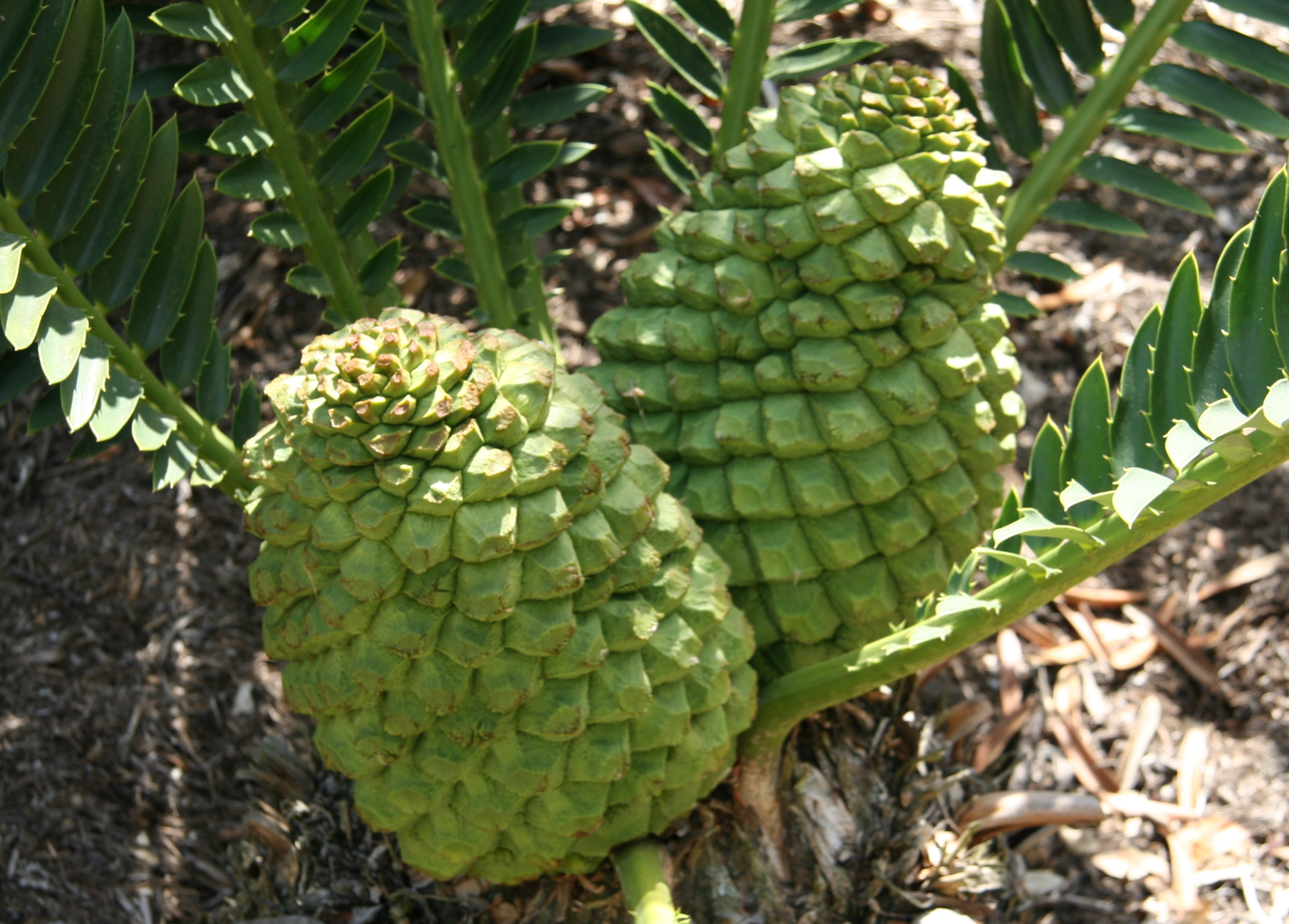
Coni femminili di E. concinnus
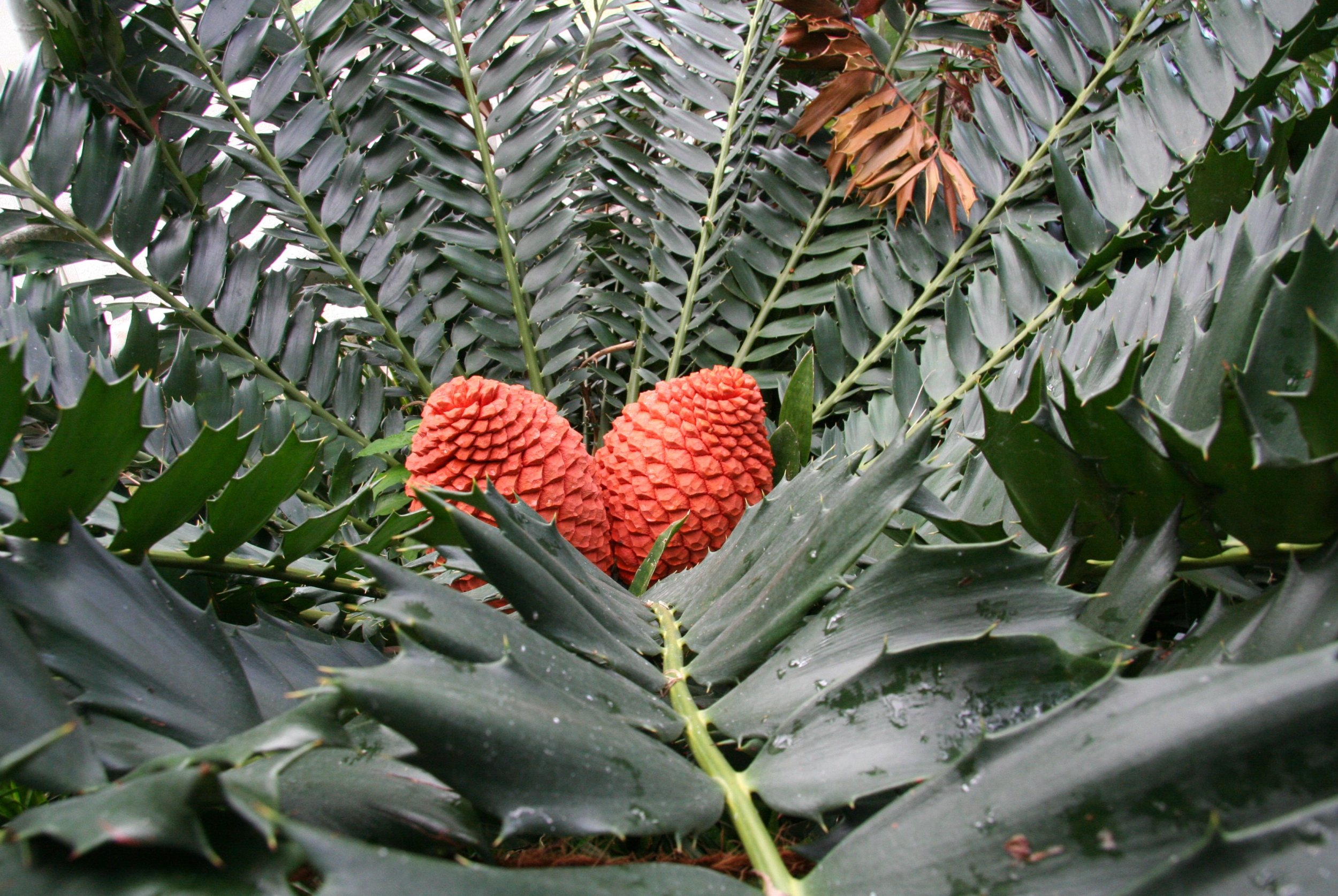
Coni femminili di E. ferox
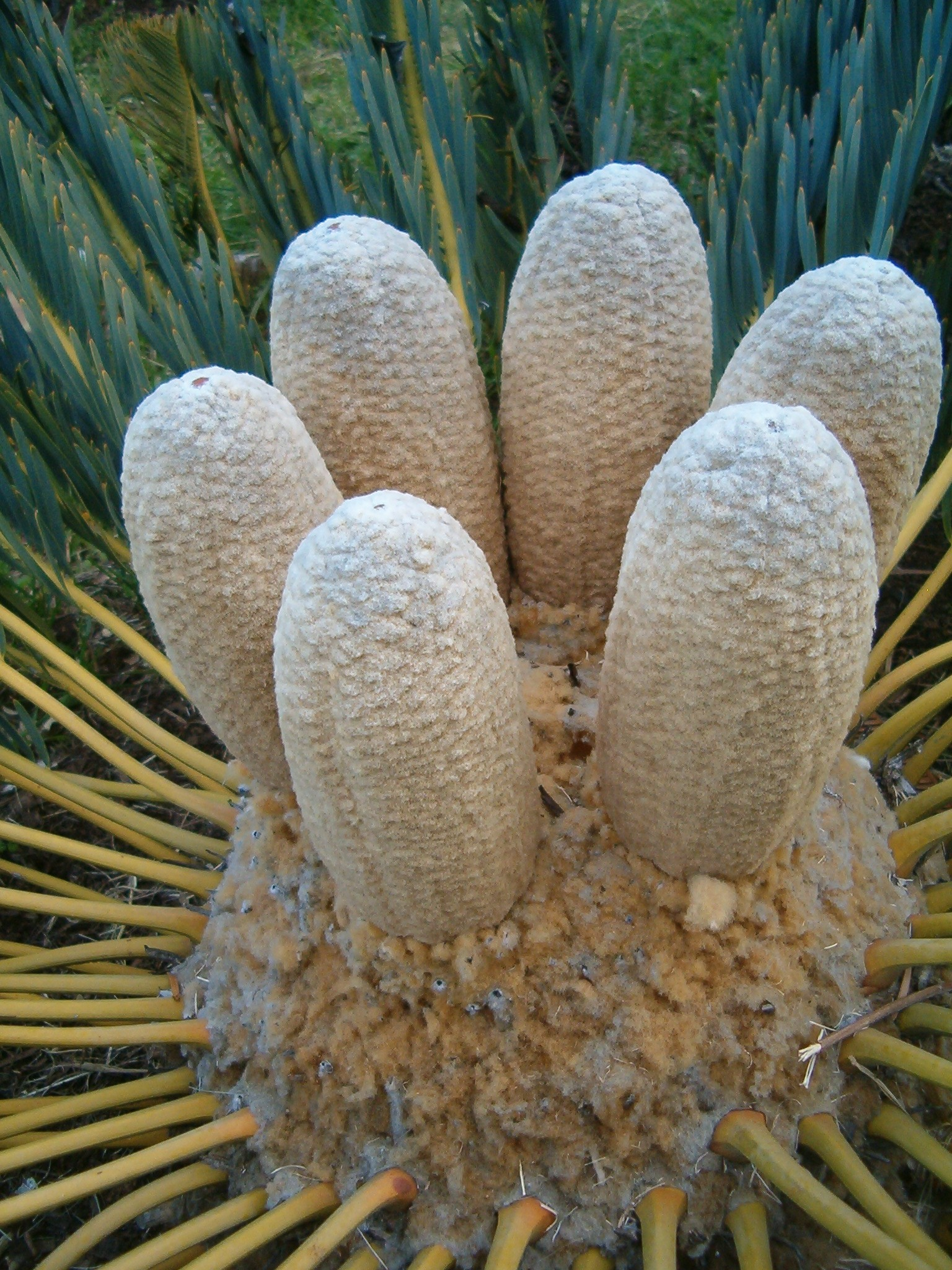
Coni femminili di E. friderici-guilielmi
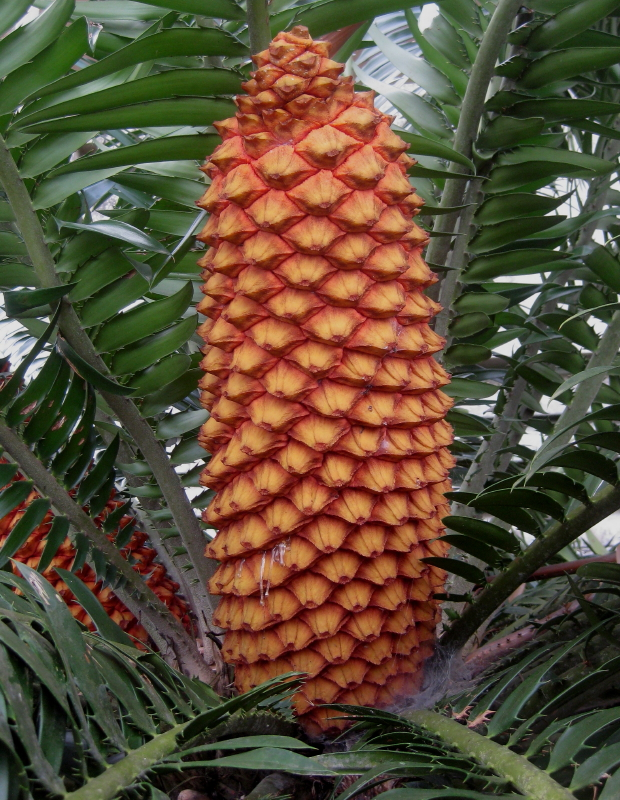
Cono femminile di E. gratus
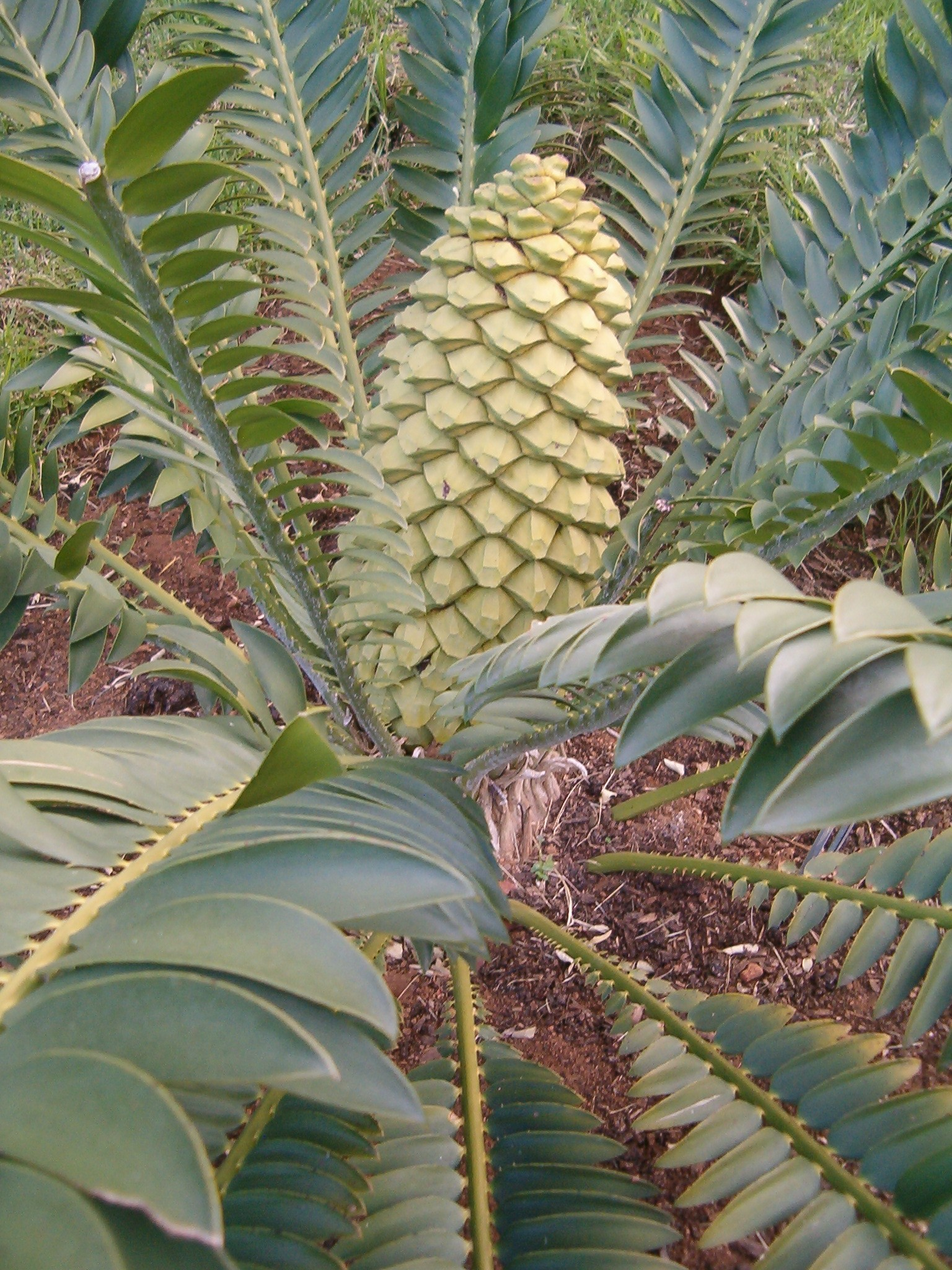
Cono maschile di E. manikensis
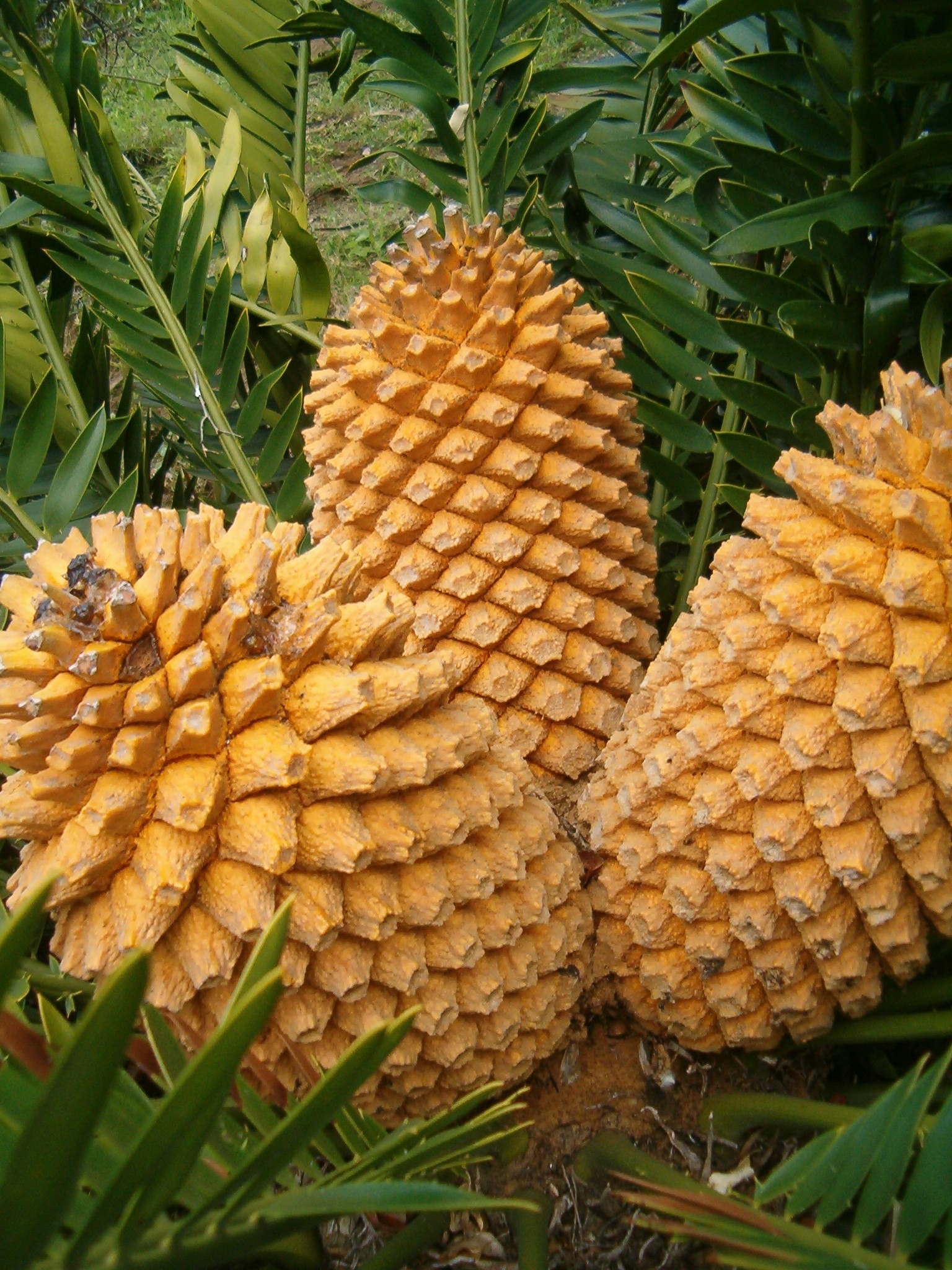
Coni femminili di Encephalartos natalensis
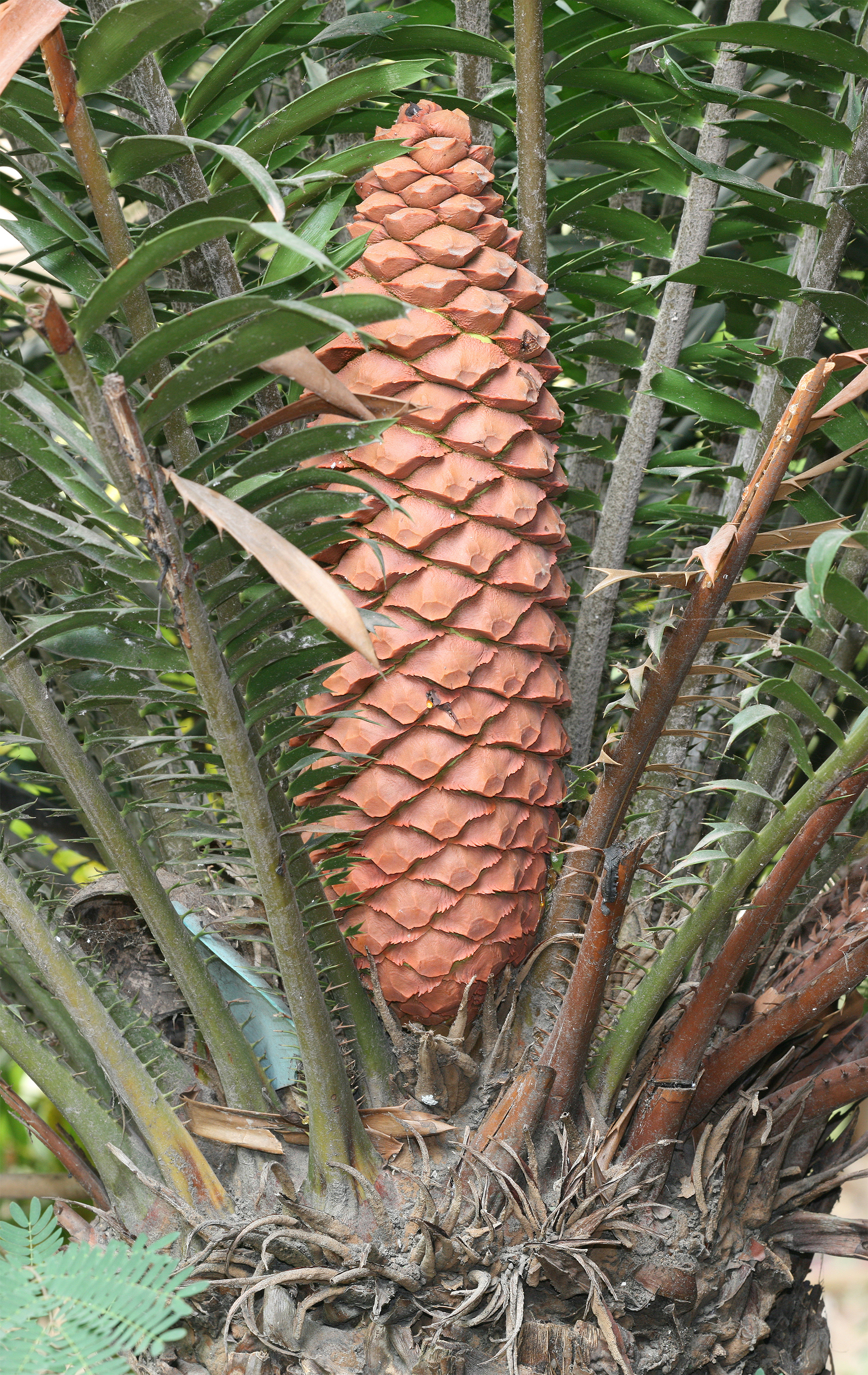
Cono maschile di E. sclavoi
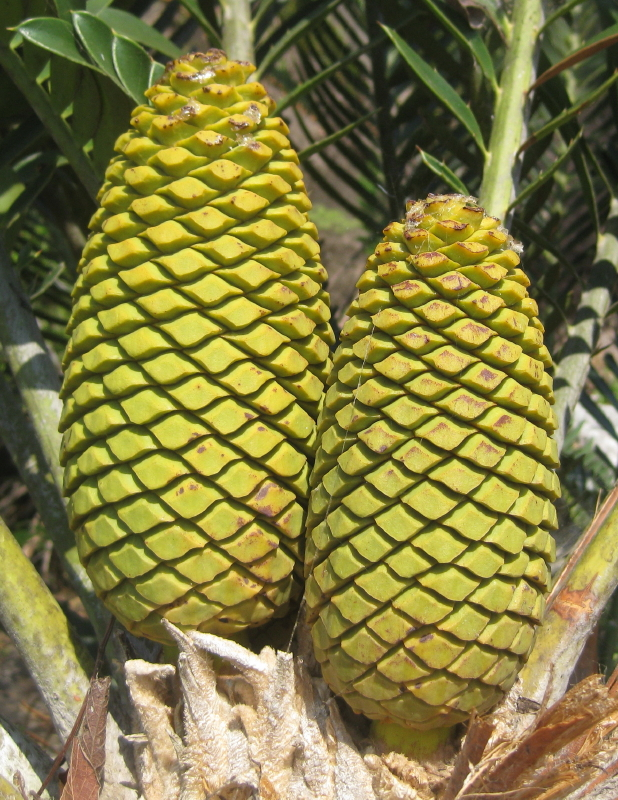
Coni maschili di E. turneri
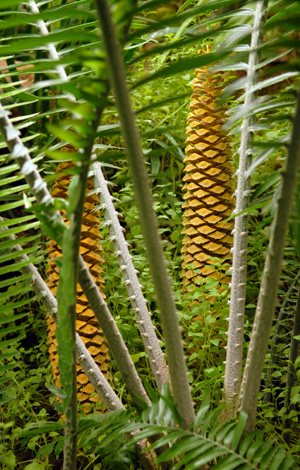
Coni maschili di E. villosus
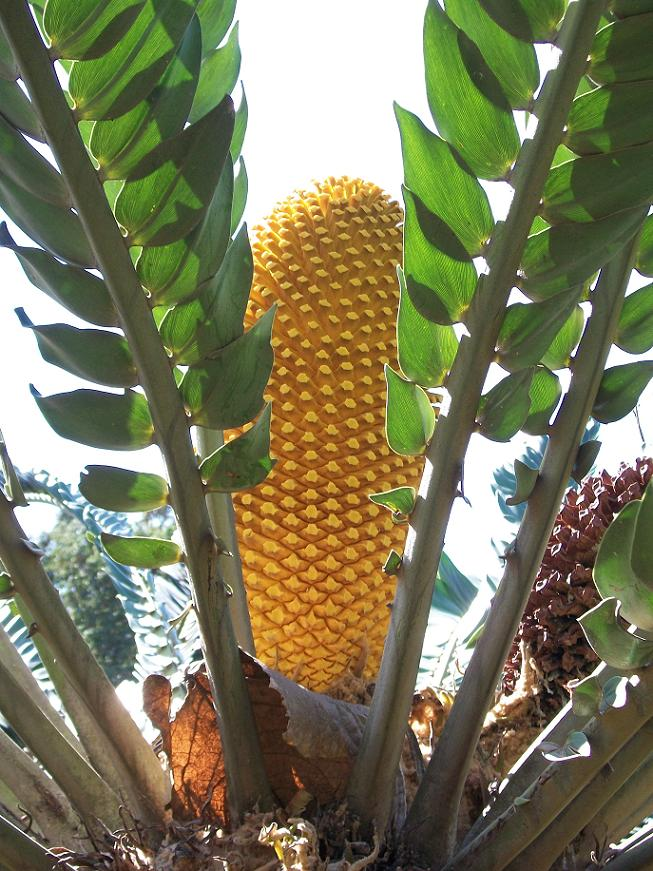
Cono maschile di E. woodii

## Distribuzione e habitat
Il genere è originario dell'Africa. Le differenti specie sono diffuse in un areale che va dal Sudan, Repubblica Centrafricana, Nigeria e Ghana sino al Sudafrica, comprendendo lo Zaire, l'Uganda, il Kenya, la Tanzania, lo Zambia, lo Zimbabwe e il Mozambico.
L'unica specie equatoriale è E. barteri diffusa nelle foreste tropicali dell'Africa occidentale (Nigeria, Benin, Ghana e Togo).
Le specie dell'Africa centrale sono tendenzialmente più grandi e più vigorose, ma al tempo stesso più inaccessibili. A causa di ciò molte di esse sono ancora poco conosciute e studiate.
Oltre la metà delle specie conosciute è nativa del Sudafrica, ove queste piante sono considerate un elemento costitutivo del paesaggio.
Come si può intuire, data l'ampia area di distribuzione, l'habitat del genere è estremamente variabile e va dalle zone desertiche alle zone di savana e di foresta tropicale, dal livello del mare sino ad un'altitudine di 2400 m.

## Tassonomia
La definizione del genere si deve al botanico tedesco Johann Georg Christian Lehmann (1792-1860) che nel 1834 introdusse questo taxon includendovi specie sino ad allora collocate indistintamente nel genere Zamia.

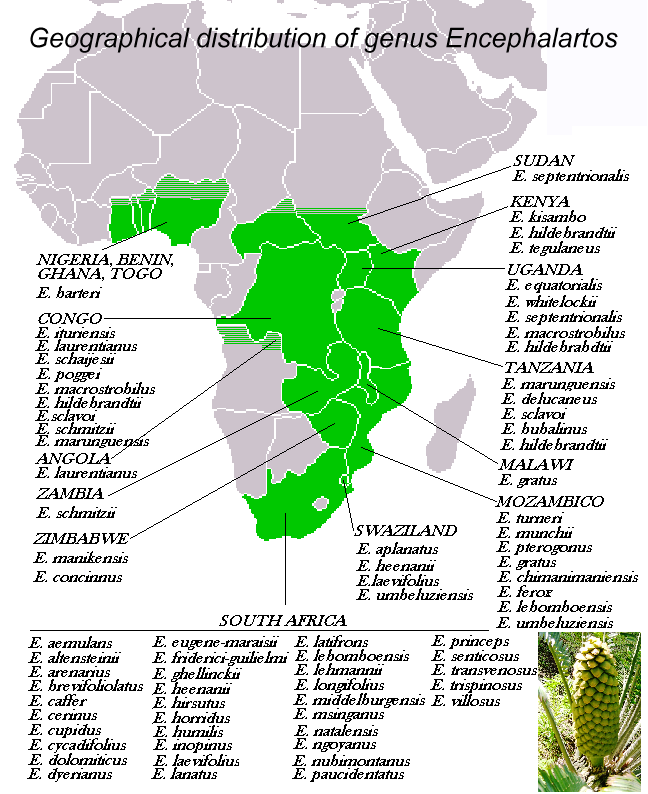
Areale del genere Encephalartos

Ne sono state descritte sessantacinque specie differenti:
- Encephalartos aemulans Vorster
- Encephalartos altensteinii Lehm.
- Encephalartos aplanatus Vorster
- Encephalartos arenarius R.A.Dyer
- Encephalartos barteri Carruth. ex Miq
- Encephalartos brevifoliolatus Vorster
- Encephalartos bubalinus Melville
- Encephalartos caffer (Thunb.) Lehm.
- Encephalartos cerinus Lavranos & D.L.Goode
- Encephalartos chimanimaniensis R.A.Dyer & I.Verd.
- Encephalartos concinnus R.A.Dyer & I.Verd.
- Encephalartos cupidus R.A.Dyer
- Encephalartos cycadifolius (Jacq.) Lehm.
- Encephalartos delucanus Malaisse, Sclavo & Crosiers
- Encephalartos dolomiticus Lavranos & D.L.Goode
- Encephalartos dyerianus Lavranos & D.L.Goode
- Encephalartos equatorialis P.J.H.Hurter
- Encephalartos eugene-maraisii I.Verd
- Encephalartos ferox G.Bertol.
- Encephalartos friderici-guilielmi Lehm.
- Encephalartos ghellinckii Lem.
- Encephalartos gratus Prain
- Encephalartos heenanii R.A.Dyer
- Encephalartos hildebrandtii A.Braun & C.D.Bouché
- Encephalartos hirsutus P.J.H.Hurter
- Encephalartos horridus (Jacq.) Lehm.
- Encephalartos humilis I.Verd.
- Encephalartos inopinus R.A.Dyer
- Encephalartos ituriensis R.A.Dyer
- Encephalartos kisambo Faden & Beentje
- Encephalartos laevifolius Stapf & Burtt Davy
- Encephalartos lanatus Stapf & Burtt Davy
- Encephalartos latifrons Lehm.
- Encephalartos laurentianus De Wild.
- Encephalartos lebomboensis I. Verd.
- Encephalartos lehmannii Lehm.
- Encephalartos longifolius (Jacq.) Lehm.
- Encephalartos mackenziei L.E.Newton
- Encephalartos macrostrobilus Scott Jones & J.Wynants
- Encephalartos manikensis (Gilliland) Gilliland
- Encephalartos marunguensis Devred
- Encephalartos middelburgensis Vorster
- Encephalartos msinganus Vorster
- Encephalartos munchii R.A.Dyer & I.Verd.
- Encephalartos natalensis R.A.Dyer & I.Verd.
- Encephalartos ngoyanus I.Verd.
- Encephalartos nubimontanus P.J.H.Hurter
- Encephalartos paucidentatus Stapf & Burtt Davy
- Encephalartos poggei Asch.
- Encephalartos princeps R.A.Dyer
- Encephalartos pterogonus R.A.Dyer & I.Verd.
- Encephalartos relictus P.J.H. Hurter
- Encephalartos schaijesii Malaisse, Sclavo & Crosiers
- Encephalartos schmitzii Malaisse
- Encephalartos sclavoi De Luca, D.W. Stev. & A. Moretti
- Encephalartos senticosus Vorster
- Encephalartos septentrionalis Schweinf.
- Encephalartos tegulaneus Melville
- Encephalartos transvenosus Stapf & Burtt Davy
- Encephalartos trispinosus (Hook.) R.A.Dyer
- Encephalartos turneri Lavranos & D.L.Goode
- Encephalartos umbeluziensis R.A.Dyer
- Encephalartos villosus Lem.
- Encephalartos whitelockii P.J.H.Hurter
- Encephalartos woodii Sander